# Matee Ajavon
Matee B. Ajavon (Monrovia, 7 maggio 1986) è un'ex cestista liberiana naturalizzata statunitense, professionista nella WNBA.

## Carriera
È stata selezionata dalle Houston Comets al primo giro del Draft WNBA 2008 (5ª scelta assoluta).
Con gli Stati Uniti ha disputato i Giochi panamericani di Rio de Janeiro 2007.

## Palmarès
- WNBA All-Rookie First Team (2008)